# Bull
L'affare Bull (che in realtà sono due: il primo nel 1963 e il secondo nel 1970) è avvenuto all'inizio degli anni 60, quando il secondo costruttore mondiale di informatica (CMB) crolla in borsa, perdendo 10 volte il suo valore nel giro di tre anni - primo affare Bull -, cosa che produce il licenziamento di 700 dipendenti, dei profitti pari all'1% del fatturato ed un forte indebitamento (moltiplicato per 6 volte). Questo conduce all'acquisto di CMB da parte, dapprima, di un gruppo di azionisti francesi, e poi (nel 1964) dal gruppo statunitense General Electric (BGE). Quest'ultima, dopo 6 anni di perdite consecutive, la rivenderà – secondo affare Bull – nel 1970 alla Honeywell (HB), dal momento che gli altri azionisti francesi (Thomson e CGE), lo Stato o la CII rifiutano l'acquisto.

Logo della Bull dal 2005 al 2014.

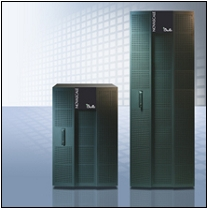
Servers NovaScale di Bull.

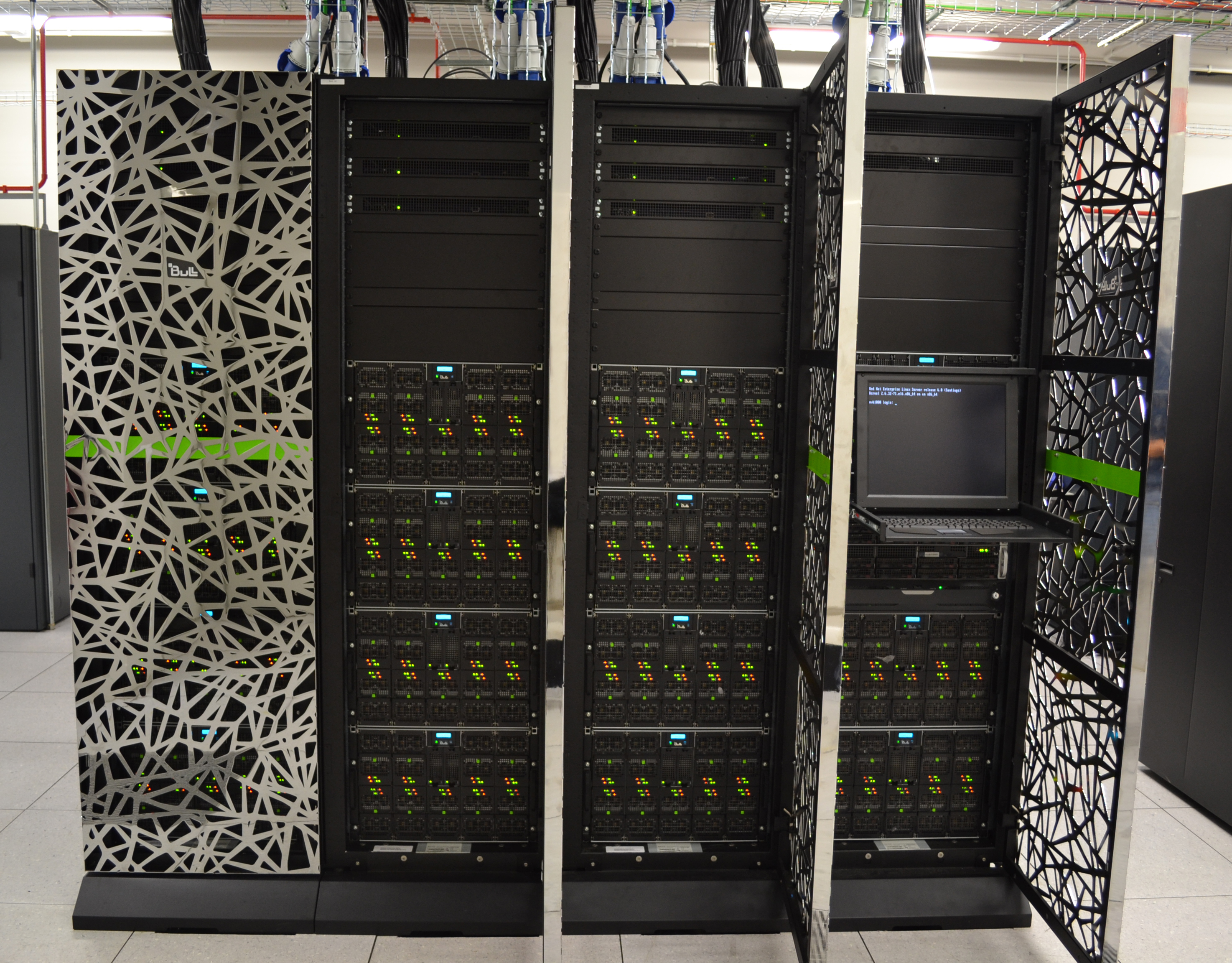
Supercomputer bullx di Bull.

Bull è stata una società francese specializzata nell'informatica professionale. Fu fondata nel 1931 in particolare per sfruttare i brevetti dell'ingegnere norvegese Fredrik Rosing Bull. Nel 2014, la società è acquistata da Atos.

## Storia
La società è fondata nel 1931 a Parigi con la denominazione sociale H.W. Egli Bull, per sviluppare e commercializzare le macchine per le statistiche – per la meccanografia a schede perforate – ideate dall'ingegnere norvegese Fredrik Rosing Bull, dalle società svizzere H.W. Egli e Bull AG e dalla francese ATEIC. La Bull AG era stata fondata nel 1930 a Zurigo da Émile Genon.
La società franco-svizzera H.W.Egli-Bull è rinominata il 31 marzo 1933 in Compagnie des Machines Bull (CMB); poi è trasformata in holding Bull General Electric (1964) e in Honeywell Bull (1970) a seguito del trasferimento delle attività informatiche mondiali da General Electric e Honeywell. Nel 1976 è società si fonde con la Compagnie internationale pour l'informatique (CII) per diventare CII-Honeywell-Bull (CII-HB).
Il Gruppo Bull è creato nel 1982 con il raggruppamento di CII-Honeywell-Bull, SEMS e Transac. Lo Stato francese la nazionalizza e diventa l'azionista maggioritario. La Società prende il nome di Bull nel 1983.

### Bull General Electric (1964-1970)
Nel novembre 1964, la CMB diventa una holding e sono create 3 nuove società:
- Compagnie Bull General Electric (BGE), detenuta da GE (51%) e CMB (49%), società commerciale (rete commerciale);
- Société Industrielle Bull General Electric (SIBGE), detenuta da GE (49%) e CMB (51%), società industriale (studi e fabbriche);
- Société de Promotion Commerciale Bull, detenuta da GE (49%) e CMB (51%), piccola organizzazione la cui attività sarà minima.

Nel 1967 la General Electric prende il controllo maggioritario di tutto il gruppo (66%) a discapito della CMB (34%).

### Honeywell Bull (1970-1975)
Nel settembre 1970, la Honeywell acquista le quote della General Electric e la società diventa Société industrielle Honeywell-Bull (SIHB), poi Société Honeywell-Bull (SHB) nel 1972 e infine Compagnie Honeywell Bull (CHB) nel 1973.
Nel 1971, diverse società di servizi francesi appartenenti a SIHB sono raggruppate sotto il nome Honeywell-Bull Services; nell'aprile 1973, questa sarà venduta alla BNP.

### CII Honeywell Bull (1975-1982)
Nel maggio 1975, la Compagnie internationale pour l'informatique (CII) è fusa nella Honeywell Bull, la nuova società CII Honeywell Bull (CII-HB) è detenuta da Honeywell (47%, prima aveva il 66%) e da CMB (53%); il governo francese e la CGE entrano nel capitale della holding CMB con il 20% ciascuno.
Nel 1978, CII-Honeywell-Bull acquista la società francese R2E, questa aveva commercializzato nel 1973 il Micral N, che è considerato come il primo microcomputer della storia.
Nel settembre 1979, la CGE, contraria ad investire nell'office automation, vende le sue azioni in Bull, con una buona plusvalenza a Saint-Gobain (20%). Questa nell'aprile 1980 decide di prendere il controllo di Olivetti (33%), contro il parere dei dirigenti di Bull, a cui Saint-Gobain preleva nella tesoreria per aumentarne i dividendi. Nell'ottobre 1980, Saint-Gobain arriva al 51% della CMB apportandovi la sua partecipazione in Olivetti.

### Bull (1982-2014)
Nell'aprile 1982, le due imprese sono nazionalizzate. Saint-Gobain rivende le sue azioni in Olivetti. Bull assorbe la SEMS e la Transac. La società CII-Honeywell-Bull diventa Bull SA.
Nel 1983 il Gruppo Bull comprende Bull SA (ex CII-Honeywell-Bull), Bull-Périphériques, Bull-SEMS e Bull-Transac.
Nel gennaio 1987, Bull-Micral, Bull-Transac e Bull-SEMS sono riunite in una sola entità Bull-MTS.
Nel marzo 1987, creazione della società statunitense Honeywell-Bull, Inc., la cui sede è a Minneapolis. Bull (42,5%) Honeywell (42,5%) e NEC (15%) ne condividono il capitale. Bull deve acquistare le quote di Honeywell in Bull International NV (20%).
Nel 1988 Bull (34%) e il Groupe Docapost (66%; del groupe La Poste) creano SERES SA, una società attiva nel business-to-business, Electronic Data Interchange e Software as a service.
Nel 1989, Honeywell riduce la sua partecipazione in Honeywell-Bull, Inc. al 15,6%; Bull controlla così il 64,9% della società che è rinominata Bull HN Information Systems Inc.. Creazione di Bull Data Systems Inc..
Nell'ottobre 1989 Bull acquista Zenith Data Systems (dalla casa madre Zenith Electronics), all'epoca secondo costruttore al mondo di laptops dopo Toshiba. L'operazione si rivela un fiasco per Bull e la ZDS è venduta nel 2006 alla Packard Bell.
Nei primi anni novanta, le previsioni meteo – "su informazioni del Servizio meteorologico dell'Aeronautica Militare" – in onda sulle reti Rai (Che tempo fa, Meteo 2 e Meteo 3) erano elaborate con computer Bull. Infatti alla fine delle rubriche veniva trasmesso nella sigla di coda un cartello con il logo della Bull utilizzato all'epoca.
Nel 1991, Honeywell cede la sua partecipazione in Bull HN Information Systems Inc. alla Bull. NEC scambierà la sua partecipazione del 15% in Bull HN Information Systems Inc. per una partecipazione del 4,7% in CMB, la holding del gruppo Bull.
Tra il 1994 e il 1997 l'azienda è gradualmente privatizzata, con l'ingresso di azionisti di riferimento (tra cui France Télécom e NEC) e l'introduzione in borsa. Queste operazioni riducono la partecipazione dello Stato francese al 17,3%; nel 2004 la Bull è completamente privatizzata.
Il 14 novembre 1995, creazione di Bull International SAS, che è a capo delle filiali del Gruppo Bull nel mondo (escluso gli USA).
Nel 1997, la holding CMB – quotata alla borsa di Parigi – cambia nome in Bull.
Il 27 giugno 2000, Bull crea la filiale Evidian SA – in precedenza BullSoft, divisione software di Bull –, specializzata nell'identity management.
Nel quadro del programme Simulation, la DAM del CEA aveva definito un progetto, chiamato TERA, per disporre dei mezzi di simulazione necessari alla concezione e alla garanzia delle armi nucleari senza test (per la force de frappe). A fine 2005, è installato il supercomputer TERA-10 prodotto dalla Bull, seguiranno a fine ottobre 2010 il TERA-100 e a fine 2015 il TERA-1000.
L'1º settembre 2006, acquisizione dell'azienda statunitense Firstlogic postal automation, che è rinominata AddressVision Inc.
Il 28 settembre 2006, Bull acquista la società francese Agarik SAS, specializzata nel cloud computing e nei managed services (esternalizzazione).
Il 21 dicembre 2006, Bull vende la filiale italiana Bull Italia (ex Honeywell-Bull Italia, ex Honeywell Information Systems Italia) a Eunics, filiale di Eutelia.
Nel 2007, Bull acquista la società francese Serviware SAS, specializzata nell'high performance computing (HPC) (supercomputer).
Nel 2008, Bull acquista l'azienda francese SIRIUS SAS, specializzata nei sistemi informativi per l'azione sociale (gestione delle prestazioni sociali e medico-sociali, gestione delle pratiche e delle relazioni tra il cittadino e l'amministrazione) per le amministrazioni locali e creatrice de software di gestione Genesis.
Nel febbraio 2010, Bull acquista la società francese Amesys SAS (e la sua filiale Elexo SAS), parallelamente Crescendo Industries, proprietario di Amesys, diventa l'azionista di riferimento di Bull con il 19,87%.
Il 4 agosto 2011, lo Stato francese rientra nel capitale di Bull, attraverso FSI che ne acquisisce il 5%, diventando così il terzo azionista, dopo Crescendo Industries (22%) e France Télécom (8%).
Nel 2011, Bull è sospettata di aver fornito – in realtà la fornitura è antecedente all'acquisto di Amesys da parte di Bull –, attraverso la sua filiale Amesys, il software di sorveglianza di massa Eagle a diversi paesi, tra cui Libia di Gheddafi, Francia (dal 2009), Gabon, Qatar, Arabia Saudita, Kazakistan, Emirato di Dubai e Marocco. Nel 2013, il software Eagle è venduto a Nexa Technologies, una società creata nel 2012 e vicina a Crescendo Industries (all'epoca azionista di Bull), ed è rinominato Cerebro.
Il 17 ottobre 2011, Bull festeggia 80 anni di esistenza.
Il 31 ottobre 2011, Bull acquista la società francese Time Reversal Communications SA (TRC), specializzata nelle comunicazioni wireless e degli apparecchi portatili sicurizzati. Time Reversal Communications, creata nel maggio 2008 da alcuni ricercatori dell'Institut Langevin e del CNRS/ESPCI, è il risultato della fusione di due attività, quelle di Time Reversal Communications e della divisione professionale di Mobiwire (ex Sagem Wireless).
Il 5 settembre 2012, Bull insieme a SFR e a CDC crea la società Numergy SAS, specializzata nel cloud computing. Nel 2011, attraverso il progetto Andromède , il governo francese intendeva creare un cloud sovrano per l'amministrazione e le aziende francesi; con il supporto della CDC vengono create nel 2012 Numergy e Cloudwatt (Orange e Thales). Nel gennaio 2016 Numergy passa integralmente sotto il controllo di SFR.
Il 30 settembre 2013, Bull acquista la società francese FastConnect SAS, specializzata nel cloud e nel big data.
Il 3 ottobre 2013, Bull lancia il primo smartphone europeo integralmente sicurizzato chiamato Hoox.
Il 4 marzo 2014, Météo-France comunica la sostituzione dei suoi supercomputer con 2 DLC bullx B710 ("Beaufix" e "Prolix"). La sostituzione è avvenuta nel quadro di una gara nella quale l'offerta di Bull è risultata la più performante e competitiva; la potenza di calcolo è stata così moltiplicata per 12 rispetto alla precedente configurazione. Degli aggiornamenti nel 2016 – DLC bullx B720 ("Beaufix2" e "Prolix2") – ne hanno moltiplicato la potenza di calcolo per 3.

### Bull ‘atos technologies’ (dal 2014)
Il 6 giugno 2014, Atos deposita un progetto d'OPA amicale sui titoli (azioni e OCEANEs) di Bull SA.

Il 27 giugno 2014 (fino al 31 luglio 2014), Atos lancia un'OPA amicale sui titoli (azioni e OCEANEs) di Bull SA. L'OPA è riaperta dal 25 agosto al 9 settembre e a fine ottobre Atos detiene il 95,56%.. Il 4,43% era ancora di proprietà della Norges Bank.

Il 2 dicembre 2014 (fino al 15 dicembre 2014), Atos lancia un'OPR sulle azioni residuali di Bull SA, a seguito della quale il Gruppo sarà ritirato dalla borsa di Parigi.

Atos SE ha acquistato i titoli di Bull SA per 602,7 milioni di euro; al 31 dicembre 2016 il valore di Bull SA era fissato a 610,648 milioni di euro.
Il 9 luglio 2015, il CEA hanno concluso un contratto per installare il nuovo supercomputer "Tera1000" per i bisogni del DAM; questo supercomputer prefigurerà, all'orizzonte 2020, la classe exa-FLOPS.
8-9 settembre 2015, Bull installa due nuovi supercomputer, rispettivamente al Bundesanstalt für Wasserbau (BAW, a Karlsruhe in Germania) e al Laboratório Nacional de Computação Científica (LNCC, a Petrópolis in Brasile).
14 ottobre 2015, lancio della terza fase del "Mont-Blanc project", coordinata da Bull; si tratta di un progetto europeo volto alla realizzazione di una nuova architettura di computer che utilizzano dei nuovi standard HPC a scala mondiale per sfruttare le tecnologia exascale consumando il 15%–30% in meno di energia.
12 novembre 2015, Bull installa, presso il CEA/DAM, i primi componenti del supercomputer exascale "Bull Sequana" Tera 1000.
21 novembre 2016, il supercomputer Tera 1000 del CEA/DAM entra nella "TOP500" dei supercomputer più potenti al mondo.
Il 15 giugno 2017, Atos/Bull ha concluso un contratto con GENCI (Grand Équipement National de Calcul Intensif) per installare un nuovo supercomputer "Bull Sequana x1000" in sostituzione del "système Curie" installato al TGCC (Très Grand Centre de Calcul del CEA a Bruyères-le-Châtel); dotato di una potenza globale di 9 PFlops, sarà uno dei più potenti supercomputer al mondo.
Il 19 giugno 2017, Atos/Bull annuncia il lancio di "Bull Sequana X1310" – della famiglia "Bull Sequana X1000" –, primo supercomputer dotato di processori ARM.
Il 3 luglio 2017, Atos/Bull ha concluso un contratto con AWE (Ministero della Difesa britannico) per installare un nuovo supercomputer "Bull Sequana x1000" per sostenere la difesa, la ricerca e la modellizzazione scientifica grazie al calcolo ad alta performance.

## Organizzazione

### Governo d'impresa
Consiglio di amministrazione
- Thierry Breton : Amministratore, Presidente
- Philippe Vannier : Amministratore, Direttore generale
- Charles Dehelly : Amministratore, (Atos)
- Gilles Grapinet : Amministratore, (Atos)
- Edouard Guillaud : Amministratore indipendente
- Michel-Alain Proch : Amministratore, (Atos)
- Jean-François Rambicur : Amministratore indipendente
- Philippe Vassor : Amministratore indipendente
- Philippe Mareine : Osservatore/Ispettore, (Atos)
- Marc Meyer : Osservatore/Ispettore, (Atos)

### Dati finanziari
██ Computing Solutions (60%)
██ Business Integration Solutions (25%)
██ Security Solutions (10%)
██ Innovative Products (5%)
██ Francia (55%)
██ Resto d'Europa (30%)
██ Resto del Mondo (15%)
██ Public sector (26%)
██ Industry and Retail (13%)
██ Telecoms and Medias (12%)
██ Services (9%)
██ Banking and Insurance (13%)
██ Defense (10%)
██ Transport and Energy (8%)
██ Health and Welfare (8%)
██ Other (1%)
|                                                         | 2009       | 2010        | 2011        | 2012        | 2013        |
| ------------------------------------------------------- | ---------- | ----------- | ----------- | ----------- | ----------- |
| Capitale sociale                                        | 9,7        | 12,1        | 12,1        | 12,1        | 12,152.239  |
| N. azioni emesse                                        | 96,786.647 | 120,786.647 | 120,786.647 | 120,809.147 | 121,522.397 |
| Capitalizzazione borsistica                             |            | 411,9       | 345,4       | 374,5       | 374,3       |
|                                                         |            |             |             |             |             |
| Fatturato                                               | 1.110      | 1.243       | 1.301       | 1.285       | 1.262       |
| Margine lordo                                           | 246        | 278         | 290         | 294         | 271         |
| Margine lordo in % del fatturato                        |            |             |             | 22,9%       | 21,5%       |
| Spese in R&D                                            |            |             |             | -12,5       | -17,0       |
| Spese in R&D in % del fatturato                         |            |             |             | 1,0%        | 1,3%        |
| Spese commerciali e amministrative                      |            |             |             | -225,0      | -212,2      |
| Spese commerciali e amministrative in % del fatturato   |            |             |             | 16,8%       | 17,5%       |
| Risultato di cambio sui flussi operativi                |            |             |             | -0,4        | -1,7        |
| EBIT                                                    | 27,6       | 35,5        | 43,7        | 52,1        | 44,8        |
| EBIT in % del fatturato                                 | 2,5%       | 2,9%        | 3,4%        | 4,1%        | 3,5%        |
| Prodotti di cessione e altri prodotti e oneri operativi |            |             |             | -0,3        | -1,9        |
| Costi delle partenze transazionali                      |            |             |             | -7,3        | -12,0       |
| Quota-parte nei risultati netti delle aziende associate |            |             |             | 0,4         | -3,1        |
| CRMF / FRC                                              |            |             |             | 4,9         | –           |
| Risultato operativo                                     |            |             |             | 49,9        | 27,8        |
| Risultato di cambio sui flussi finanziari               |            |             |             | 0,3         | -0,1        |
| Spese finanziarie nette                                 |            |             |             | -9,3        | -6,8        |
| Oneri di imposte                                        |            |             |             | -12,3       | -9,7        |
| Parte dei minoritari                                    |            |             |             | 0,1         | -0,3        |
| Risultato netto, parte del Gruppo                       |            |             |             | 28,6        | 10,9        |
|                                                         |            |             |             |             |             |
| Effettivi consolidati alla fine dell'anno               | 7.707      | 8.537       | 8.985       | 9.300       | 9.236       |
|                                                         | 2009       | 2010        | 2011        | 2012        | 2013        |

### Azionariato
Al 31 dicembre 2016, il capitale del Gruppo Bull è interamente detenuto da Atos; quest'ultima è quotata su Euronext Paris e il capitale è detenuto da:
- Siemens AG (11,9%)
- Membri del CdA (0,6%)
- Dipendenti (1,4%)
- Buy-back (0,2%)
- Flottante (85,9%)

██ Crescendo Industries (19,93%)
██ Pothar Investments (4,38%)
██ Andromède (0,27%)
██ Orange (8,02%)
██ Dipendenti (0,56%)
██ Buy-back (0,15%)
██ Flottante (66,69%)
Al 31 dicembre 2013, il capitale del Gruppo Bull era detenuto da:
- Crescendo Industries (19,93%)
- Pothar Investments (4,38%)
- Andromède (0,27%)
  - Subtotale (24,58%)[48]
- Orange SA (8,02%)
- Dipendenti (0,56%)
- Buy-back (0,15%)
- Flottante (66,69%)

### Partecipate
Al 31 dicembre 2016, il Gruppo Bull è composto da diverse entità:
 Bull SA (holding capogruppo) (Gruppo Bull)
- Bull SAS (Società Bull)
- Amesys SAS
- Evidian SA
- Bull GmbH
- Bull Algeria
- Bull Ivory Coast
- Bull Gabon
- Bull Integrated IT Solutions SA
- Bull SAL
- UAB «Bull Baltija»
- Bull Madagascar SA
- Bull Moroc
- Bull Information Technology Namibia Pty. Ltd
- Bull Romania s.r.l.
- Bull Senegal
- Bull (España) SA
- Bull Information Systems (Beijing) Co. Ltd
- Bull Information Systems (Hong Kong) Limited
- Evidian-Bull Japan KK
- Amesys Singapour PTE Ltd
- Bull Information Systems (Taiwan) Limited
- Bull Argentina SA
- Bull Brasil Ltda
- Amesys Canada Inc.
- Evidian Systems Inc.
- Bull Uruguay SA

Al 31 dicembre 2013, il Gruppo Bull era composto da diverse entità:
| Bull SA (holding capogruppo) Gruppo Bull – RCS: 542 046 065 | Bull SA (holding capogruppo) Gruppo Bull – RCS: 542 046 065 | Bull SA (holding capogruppo) Gruppo Bull – RCS: 542 046 065 | Bull SA (holding capogruppo) Gruppo Bull – RCS: 542 046 065 | Bull SA (holding capogruppo) Gruppo Bull – RCS: 542 046 065    |
| Bull SAS (e le sue filiali) Società Bull – RCS: 642 058 739 | ↓ | Bull International SAS (e le sue filiali) Società Internazionale – RCS: 389 481 466 | Bull International SAS (e le sue filiali) Società Internazionale – RCS: 389 481 466 | Bull Data Systems Inc. (e le sue filiali) Società statunitense |
| --- | --- | --- | --- | -------------------------------------------------------------- |
| - FastConnect SAS - Serviware SAS - SIRIUS SAS - Agarik SAS - Bull Egypt Information System - Evidian SA (92%) - Evidian GmbH - Evidian Systems Inc. - SERES SA (34%, equity method) | - Numergy SAS (20%, equity method) - Amesys SAS (e le sue filiali) - Amesys International SAS - Amesys Réseau Sécurité et Services SAS - Time Reversal Communications SA (99%) - Amesys Conseil SAS - Bull Engineering Services GmbH - Amesys Canada Inc. - Amesys Switzerland SARL - Amesys Singapour PTE Ltd - Amesys Conseil Montpellier SAS - Elexo SAS - Bull Holdings Ltd. (32%) | - Bull Côte d'Ivoire - Bull Algeria - Bull Senegal - Bull Gabon - Bull Maroc - Bull Computers South Africa Pty. Ltd - Bull Information Technology Namibia Pty. Ltd - BISS Egypt IIc. - VAS Integrated Solutions IIc. (80%) - Bull Information Systems Ltd - Bull Information Systems (Beijing) Co. Ltd - Bull Information Systems Ltd - Evidian-Bull Japan K.K. - Bull SAL - Bull do Brasil Sistemas de Informacão Ltda. - Bull Uruguay SA - Bull Argentina SA - Bull Tecnologiã da Informacao Ltda. - Bull Integris Mexico SA de C.V - Bull Brasil Ltda. - Bull Comercial Ltda. - Bull Madagascar - Bull Indian Ocean Ltd. | - Bull Nederland NV - Bull (España) S.A. - Siconet - S.A. Bull N.V. - Bull PSF S.A. - CSB Consulting - Bull Integrated IT Solutions S.A - Bull GmbH - Bull GmbH - Bull AG - science + computing AG - Bull Cyprus Ltd. - Bull d.o.o - Bull Magyarorszag - Bull Polska sp z.o.o - AMG.net - AMG.lab - Bull Romania s.r.l - Bull s.r.o - Bull Bulgaria Ltd - UAB Bull Baltija - Bull Consultancy Agency - Bull A/O - Bull Holdings Ltd. (68%) - Bull Information Systems Ltd. - Bull Financial Services Ltd. - Tuscan Connects Ltd. (80%) - Bull ND Holdings Ltd. - Bull Information Systems Ireland | - Bull HN Information Systems Inc. - AddressVision Inc.        |

 Bull SA (holding capogruppo) (Gruppo Bull)
- Bull SAS (e le sue filiali) (Società Bull)[52]
- Bull International SAS (e le sue filiali nel mondo)[11]
- Bull Data Systems Inc. (e le sue filiali statunitensi)[5]
- Agarik SAS[16]
- Amesys SAS (e le sue filiali)[21]
- Elexo SAS[20]
- Evidian SA (92%)[13]
- FastConnect SAS[28]
- Numergy SAS (20%, equity method)[27]
- SERES SA (34%, equity method)[3]
- Serviware SAS[18]
- SIRIUS SAS[19]
- Time Reversal Communications SA (99%)[26]

## Attività
Data center 
- Servers bullion™ x86
- Security information and event management (SIEM)
- Database
- Mainframe Novascale gcos
- IT Operation Management Software
- IT modernization
- JavaBooster

 Difesa & Sicurezza 
- BEN Marine
- Critical products
- Drone Shield
- Battle Management System
- Homeland security

 Cybersecurity 
- CyberSecurity end-to-end solution
- IP Network encryption
- Cryptographic product (HSM)
- Evidian Identity and access management
- Elexo – distribution of secured and rugged devices
- GDPR a journey to compliance
- TrustWay Chronos
- IoT Internet of things
- Secure Mobility
  - Secured mass storage – Globull
  - Hoox – ultra secure smartphone

 Big data 
- Big Data Appliances
- Big Data Software
- extreme data

 HPC 
- extreme computing
- extreme factory
- extreme data
- Deep learning
- extreme computing professional services
- mobull, datacenter in a container

| #   | Sito           | Nome Sistema                                                         | Core    | Rmax (TFlop/s) | Rpeak (TFlop/s) | Pot. (kW) |
| --- | -------------- | -------------------------------------------------------------------- | ------- | -------------- | --------------- | --------- |
| 34  | DKRZ           | Mistral bullx DLC 720                                                | 99 072  | 3 010,7        | 3 962,9         | 1 276     |
| 50  | Météo-France   | Prolix2 bullx DLC 720                                                | 72 000  | 2 168,0        | 2 534,4         | 830,4     |
| 51  | Météo-France   | Beaufix2 bullx DLC 720                                               | 73 440  | 2 157,4        | 2 585,1         | 830,2     |
| 55  | CEA            | Tera-1000-1 bullx DLC 720                                            | 70 272  | 1 871,0        | 2 586,0         | 1 042     |
| 64  | GENCI-CINES    | Occigen bullx DLC                                                    | 50 544  | 1 628,8        | 2 102,6         | 934,8     |
| 73  | Atos           | Sid bullx DLC 720                                                    | 49 896  | 1 363,5        | 1 676,5         | 543       |
| 74  | CEA/TGCC-GENCI | Curie thin nodes Bullx B510                                          | 77 184  | 1 359,0        | 1 667,2         | 2 132     |
| 75  | CEA/CCRT       | Cobalt bullx DLC 720                                                 | 38 528  | 1 299,5        | 1 479,5         | 539       |
| 82  | IFERC/F4E (UE) | Helios Bullx B510                                                    | 70 560  | 1 237,0        | 1 524,1         | 2 200     |
| 83  | Atos           | Diego bullx DLC 720                                                  | 46 800  | 1 225,3        | 1 647,4         | 472       |
| 97  | SURFsara       | Cartesius 2 Bullx DLC B710/B720 Blades                               | 38 880  | 1 088,5        | 1 327,1         | 706       |
| 103 | CEA            | Tera-100 Bull bullx super-node S6010/S6030                           | 138 368 | 1 050,0        | 1 254,5         | 4 590     |
| 107 | TUD, ZIH       | Taurus bullx DLC 720                                                 | 34 656  | 1 029,9        | 1 386,2         | 582       |
| 128 | EDF            | Eole Intel Cluster                                                   | 29 568  | 942,8          | 1 135,4         | 420,9     |
| 211 | CINES          | Occigen2 bullx DLC 720                                               | 19 488  | 686,0          | 810,7           |           |
| 364 | LNCC           | Santos Dumont GPU Bullx B710                                         | 10 692  | 456,8          | 657,5           | 371,3     |
| 393 | Bull           | Manny bullx DLC 720                                                  | 12 960  | 430,5          | 539,1           | 205       |
| 400 | NCBJ           | Świerk Computing Centre Supermicro TwinBlade SBI-7227R/Bull DLC B720 | 17 960  | 423,2          | 490,4           | 334       |
| 456 | Atos           | Sequana_BXI Bull Sequana                                             | 14 960  | 380,5          | 103             |           |
| 476 | LNCC           | Santos Dumont Hybrid Bullx B710                                      | 24 732  | 363,2          | 478,8           | 858,8     |